# 安德烈亚斯·欣克尔
安德烈亚斯·欣克尔（德語：Andreas Hinkel，1982年3月26日—）是一名德國職業足球員，擔任右後衛，現時效力德甲球會弗賴堡。

## 生平
軒基出道於德甲球會史特加，2003年開始穩坐右後衛的正選，與當時從拜仁慕尼黑借用的拿姆合組了一對攻擊力不俗的防線，期後二人更一同入選德國國家足球隊，參加2004年歐洲國家盃。
2006年6月23日，軒基與西班牙的西維爾足球會簽訂4年合約，轉會費為400萬歐元。由於西維爾的巴西右後衛丹尼爾·艾維斯表現出色，軒基難以與他競爭正選位置。在2008年1月4日，軒基決定離開西維爾，轉投蘇格蘭勁旅些路迪，轉會費為190萬英鎊。

## 榮譽
西維爾
- 歐洲超級盃：2006年；
- 歐洲足協盃：2007年；
- 西班牙國王盃：2006/07年；
- 西班牙超級盃：2007年；

些路迪
- 蘇格蘭超級聯賽：2007/08年；
- 蘇格蘭聯賽盃：2008/09年；

## 外部連結
- Fussballdaten.de 軒基職業數據 （页面存档备份，存于） （德文）
- 足球数据库：軒基的球员统计数据